# Johannes Justus Rein

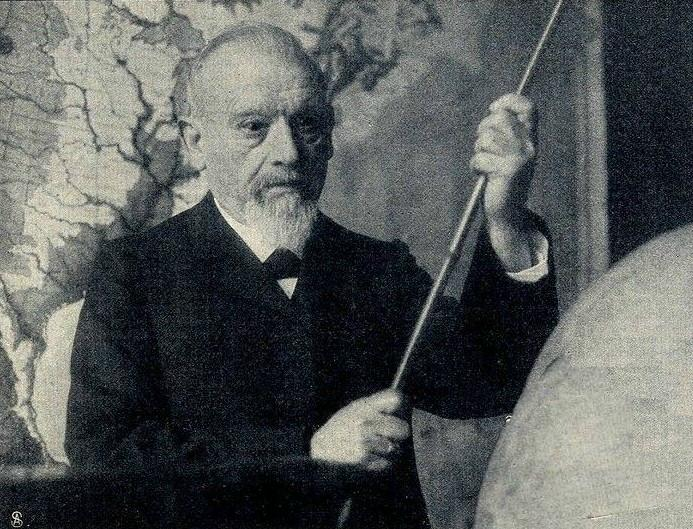
Johannes Justus Rein (1906). Foto von Aura Hertwig

Johannes Justus Rein (* 27. Januar 1835 in Raunheim; † 23. Januar 1918 in Bonn) war ein deutscher Geograph, Impulsgeber für eigene landeskundliche Forschungen in Japan und geschätzter Japanologe.

## Leben und berufliche Entwicklung
Johannes Justus Rein wurde am 27. Januar 1835 als Sohn des Grenzaufsehers Kaspar Rein und dessen Ehefrau Margarethe, geb. Schlapp in Raunheim bei Frankfurt am Main geboren. Die allgemeinbildende Schule besuchte er in Gießen. 1853 schloss er seine Schulausbildung am Realgymnasium Gießen ab. Anschließend nahm er ein Studium in den Fachgebieten Mathematik, Mineralogie, Geologie, Botanik und Physik an der Universität Gießen auf. 1854 wechselte er in ein Lehrerseminar in Friedberg, das er bis 1856 besuchte. Ab Ende dieses Jahres war er als Lehrer am Scheib-Geisow’schen Institut in Frankfurt am Main tätig. Von 1858 bis 1860 arbeitete er als Lehrer an der Ritter- und Domschule in Reval. Während dieser Zeit legte er 1859 an der Universität Dorpat, dem heutigen Tartu in Estland, sein Staatsexamen als Lehrer ab. Bereits in diesen Jahren war er sehr reisefreudig und den regionalen Besonderheiten in den unterschiedlichen Ländern oder Regionen aufgeschlossen. So bereiste er während seiner Tätigkeit in Dorpat die Länder des Ostseeraums und Russland. Am 9. April 1861 wurde er an der Universität Rostock mit dem Thema Klima, Boden und Vegetation Estlands zum Dr. phil. promoviert.
Nach erfolgreicher Promotion war Rein kurzzeitig als Lehrer in Reval eingesetzt und begab sich von dort auf einen längeren Auslandsaufenthalt, der beruflich bedingt war, den er aber sehr intensiv zur Weiterführung seiner wissenschaftlichen Studien über geografische, landeskundliche und naturwissenschaftliche Studien verband. So nutzte er 1861 ein Angebot des britischen Gouverneurs auf Bermudainseln, als Hauslehrer seiner Kinder zu arbeiten. Darüber hinaus lebte und wirkte Johannes Justus Rein als Hauslehrer in London und Hamilton (England). Erst 1863 kehrte er nach Deutschland zurück und war von 1863 bis 1868 als Lehrer für Chemie und Englisch an der Höheren Gewerbeschule in Frankfurt am Main tätig. Noch im selben Jahr nahm er das Angebot einer Stelle als Oberlehrer für Mathematik und Naturwissenschaften an der Musterschule in Frankfurt am Main an. Zeitgleich führte er bis 1870 die Senckenbergische naturforschende Gesellschaft als Direktor und setzte sich hier neben eigenen Forschungsthemen vor allem für die Finanzierung von Forschungsreisen ein. Er selbst führte bis 1873 mehrere Studienreisen nach Europa, Asien und Nordafrika durch. Hier bereiste und erforschte er vor allem die Alpenländer und das Atlasgebirge in Marokko. Mit dem Geologen Karl von Fritsch (1838–1906) ging er 1872 auf Forschungsreisen zu den Kanarischen Inseln. Des Weiteren erforschte er Regionen in Spanien, Skandinavien, England, Nordamerika und legte darüber zahlreiche Veröffentlichungen vor. 1873 war er erneut Direktor der Senckenbergischen naturforschenden Gesellschaft.
Johannes Justus Rein war verheiratet mit Marie Elisabeth Caroline. Aus der Ehe gingen zwei Söhne und vier Töchter hervor.

## Wissenschaftlicher Akteur und Impulsgeber in Japan
Das preußische Handelsministerium suchte 1873 einen „technisch hochgebildeten Sachverständigen“, der bereit wäre, über mehrere Jahre Japan zu bereisen und hier die traditionelle japanische Industrie zu untersuchen. Ziel war es vor allem, dabei zu erforschen, wie bei der Fertigung bestimmter Produkte solche Technologie wie Emaillieren, das Färben von Geweben, das Lackieren, das Porzellanen, aber auch die Arbeitstechniken der Bronzebearbeitung und der Herstellung von Lederpapier in Japan angewandt wurden. Bei der Entscheidung für den Einsatz fiel die Wahl auf Rein. Er war bereits mit vielen grundlegenden Themen der Chemie und Physik vertraut, war im Wesentlichen über den Stand der industriellen Entwicklung in Deutschland informiert und verfügte bereits durch seine Reisetätigkeit über Erfahrungen im Ausland.
Im Oktober 1873 trat Rein seine Reise nach Japan an. Während seines Aufenthaltes unternahm er insgesamt acht Forschungsreisen. Dabei sammelte er anfangs erste Eindrücke über die Wirtschaft, die sich zum damaligen Zeitpunkt noch in vorindustriellem Zustand befand, den Handel mit seinen Gepflogenheiten und Bräuchen sowie das traditionelle Kunsthandwerk. Dabei gelang es ihm, die eigentlich gewünschten Themen so weit zu erschließen, dass nach seiner Rückkehr regelrecht als Spezialist der technologischen und Fertigungsprozesse in Japan galt. Er hatte sich solides Wissen über die jeweiligen Fertigungstechnologien angeeignet und dokumentierte gebräuchliche Rezepturen und Arbeitsschritte. Während der Reisen sammelte und bearbeitete er zugleich geografische und landeskundliche Themen. Bei diesem Aufenthalt war Rein zugleich für die Berliner Cloissonné-Fabrik (Fertigung traditioneller Kunstgewerbegegenstände) von Ravené & Süssmann in Berlin aktiv und warb japanische Arbeiter mit speziellen Fertigungserfahrungen an. Bei seiner Rückreise 1875 hatte neben den vielfältigen Aufzeichnungen und Dokumentationen auch Samen des japanischen Maulbeerbaums und vom Lackbaum (Lacksumach) im Gepäck. Damit stellte er in Deutschland, unter den veränderten klimatischen Bedingungen, Versuche zum Anbau von Maulbeerbäumen (zur Papiergewinnung) und von Lackbäumen an.
Über seinen Aufenthalt und die einzelnen Forschungsgebiete fertigte Rein umfangreiche Berichte an. Dabei lieferte er auch die erste detaillierte Darstellung eines westlichen Wissenschaftlers über die japanische Lackindustrie. Den Abschlussbericht seines Japanaufenthalts fasste er in zwei Bänden unter dem Titel Japan nach Reisen und Studien im Auftrage der Königlich Preussischen Regierung zusammen. Der erste Band erschien bereits 1881 und der zweite Band 1886 auf Deutsch. Übersetzungen ins Englische, vorrangig für Interessenten in Großbritannien und den USA bestimmt, lagen 1883/84 bzw. 1889 vor. Die deutsche Version des ersten Bandes wurde 1905 sogar wegen der nicht nachlassenden Nachfrage neu aufgelegt. Die Bedeutung von Reins Werk kann man sehr gut daran ermessen, dass es bis in die 1920er Jahre, ein halbes Jahrhundert nach Reins Forschungsreise, als Standard-Literatur zu traditionellen japanischen Technologien galt. Insgesamt lag mit diesen Veröffentlichungen ab 1881 ein wissenschaftliches Werk der Landeskunde Japans vor, das auch alle japanischen Inseln mit einschloss. Dieser Blick eines Wissenschaftlers auf Japan ermöglichte, die gerade begonnene Öffnung Japans seit der Regierungszeit des 122. Meiji-Tenno, zu unterstützen. Seine Ausarbeitungen kamen rechtzeitig, um die jahrhundertelang gewollte Abschottung Japans gegenüber dem Ausland aufzulösen. Seine Beschreibung des vorindustriellen Japan war somit eine Quelle von hohem Wert. Daraus abgeleitet, entwickelten sich auf dieser Grundlage wichtige Handelsbeziehungen zwischen Japan und Preußen, vor allem der gezielte Austausch wissenschaftlicher Erkenntnisse, von Personen mit speziellen, beim jeweiligen Partner benötigtem Erfahrungswissen, zum Nutzen beider Länder. In Japan selbst regte Rein mit seinem Agieren vor Ort und den erarbeiteten Dokumentationen, den Beginn einer eigenen landeskundlichen Forschung an.

## Fortsetzung der Wissenschaftlichen Arbeit in Deutschland
Nach seiner Rückkehr 1876 wurde Rein auf den Lehrstuhl für Geographie der Universität Marburg berufen. Zwei Jahre später wurde er Dekan der Philosophischen Fakultät. Er wechselte 1883 als Nachfolger des China-Experten Ferdinand von Richthofen, der ebenfalls mehrfach auf Forschungsreisen in Japan unterwegs war, an die Universität Bonn. Im Jahr 1880 wurde er zum Mitglied der Leopoldina gewählt. Noch im selben Jahr veröffentlichte Rein in der Zeitschrift „Petermanns Geographische Mittheilungenen“ den Beitrag „Der Nakasendo in Japan“. Eine große Ehre für ihn war 1888 die Wahl zum Ehrenmitglied der Royal Geographical Soc. in London und die Mitgliedschaft in der Japan Soc. of London.
Weitere Veröffentlichungen und die Wahl in internationale Gremien folgten. So veröffentlichte Rein im Sachbuch „Unser Wissen von der Erde“ 1889 einen eigenen Beitrag über Finnland. Er schrieb 1892 einen Artikel über „Columbus und seine vier Reisen nach dem Westen“, der in dem Fachbuch „Natur und hervorragende Erzeugnisse Spaniens“ abgedruckt wurde. Zweimal fungierte er als Preisrichter bei den Weltausstellungen in Chicago 1893 und in Paris 1900. Als Vorsitzender der „Niederrheinischen Gesellschaft für Natur- und Heilkunde“ beförderte er die regionale Umsetzung wissenschaftlicher Erkenntnisse und hielt ab 1900 an der Handelsschule Köln Vorlesungen im Fachbereich Warenkunde. Nach einem schaffensreichen Berufsleben, mit der Dotierung eines Geheimen Regierungsrats wurde er 1910 emeritiert und trat seinen Ruhestand an.
Am 24. Januar 1918 verstarb Rein in Bonn. Sein Grab befindet sich auf dem Kessenicher Bergfriedhof.

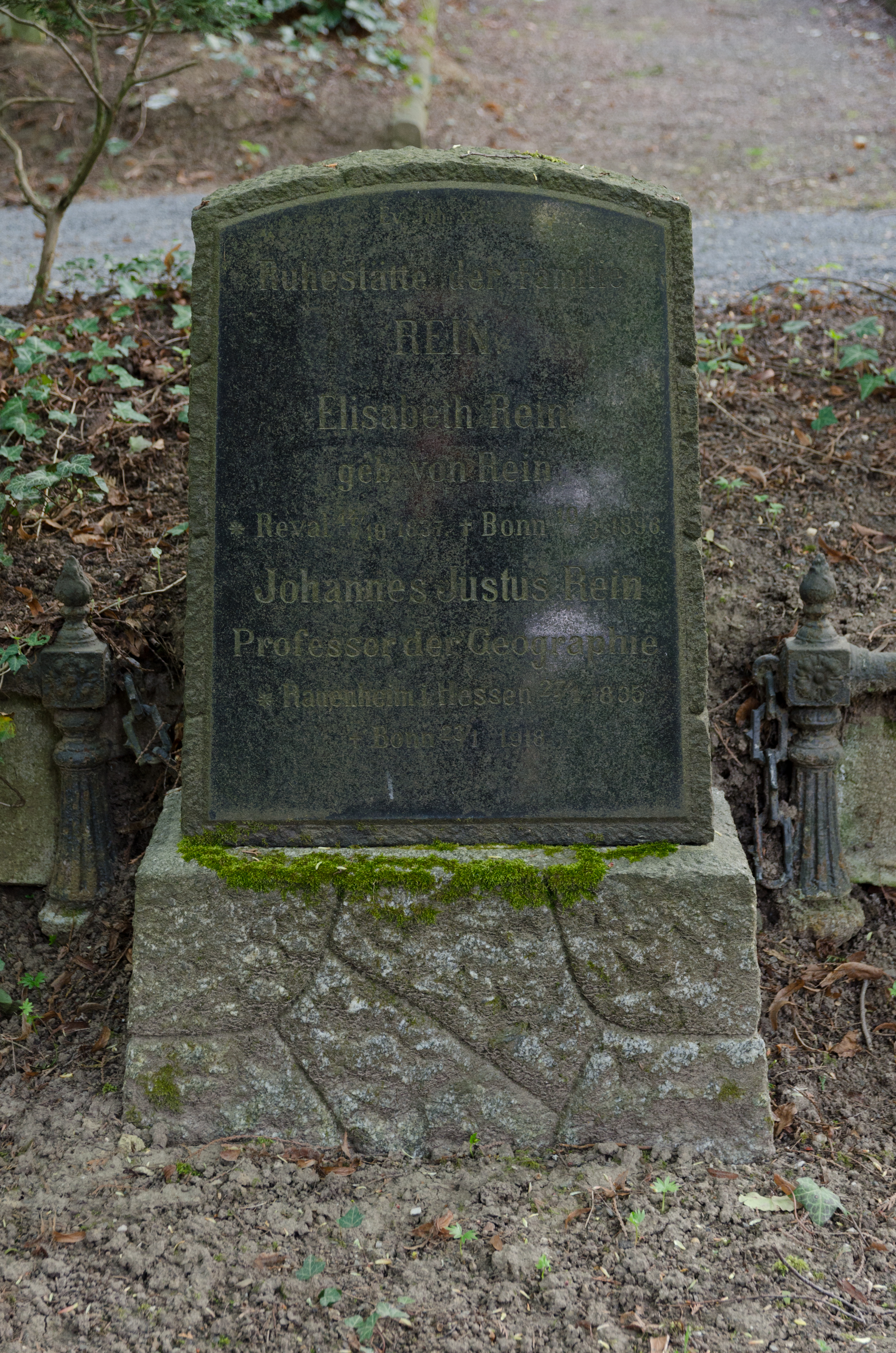
Grabstein der Familie Rein auf dem Kessenicher Bergfriedhof

## Werke

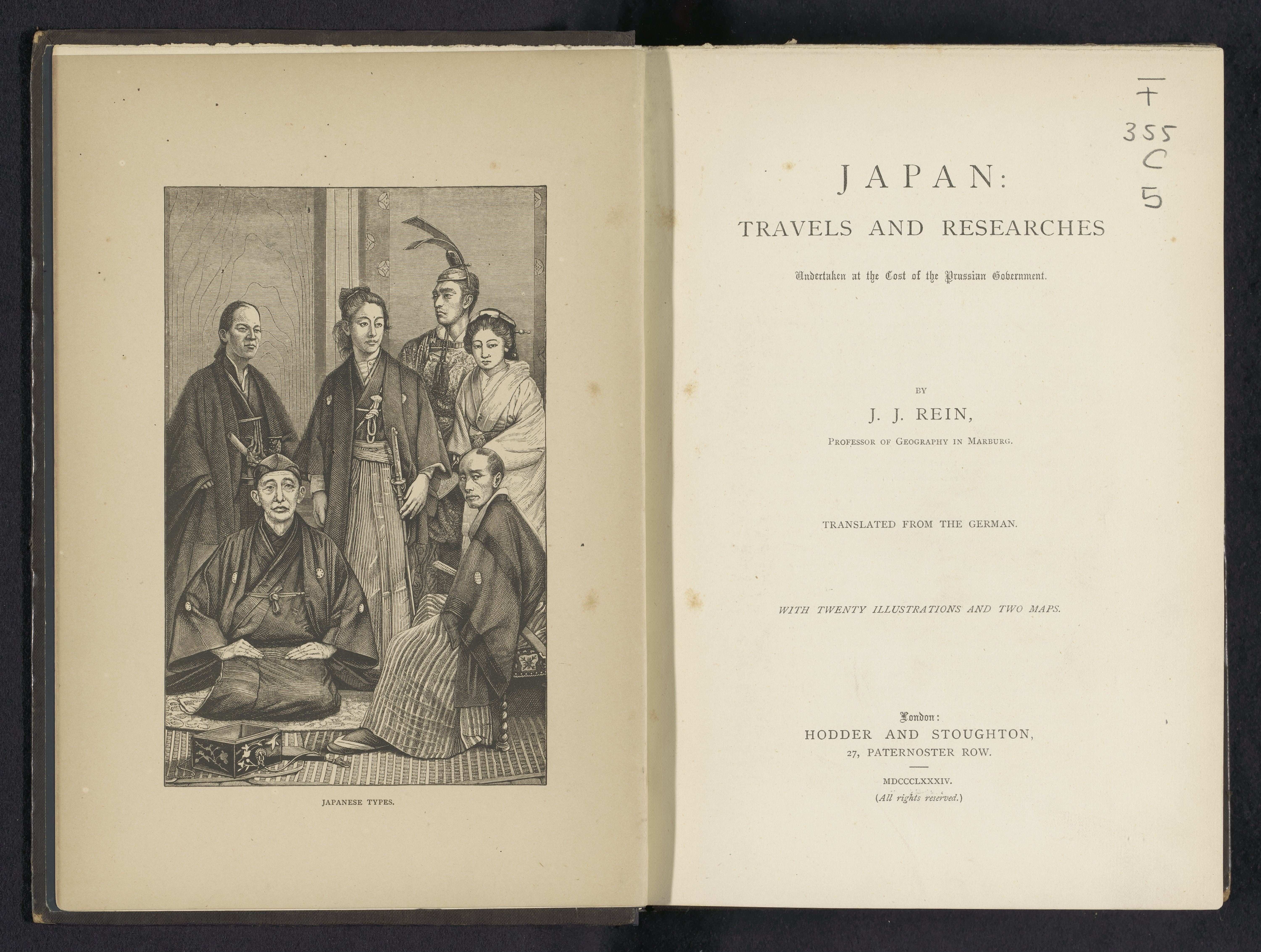
Englische Ausgabe von Japan nach Reisen und Studien

- Japan nach Reisen und Studien im Auftrage der Königlich Preussischen Regierung. 2 Bände. Engelmann, Leipzig 1881/86. (Digitalisat und Volltext im Deutschen Textarchiv Bd. 1, Digitalisat und Volltext im Deutschen Textarchiv Bd. 2)

2. Auflage des 1. Bandes, Engelmann, Leipzig 1905.
- Johannes Justus Rein: Der Nakasendō in Japan nach eigenen Beobachtungen und Studien im Anschluss an die Itinerar-Aufnahme von E. Knipping und mit Benutzung von dessen Notizen dargestellt; mit drei Karten. Perthes, Gotha 1880, S. 38.
- Finnland, in: Unser Wissen von der Erde, 1890
- Der Nakasendo in Japan, in: Petermanns Geographische Mitteilungen, 1880, Ergänzungsheft Nr. 59
- Columbus und seine vier Reisen nach dem Westen, in: Natur und hervorragende Erzeugnisse Spaniens, 1892
- Beiträge zur Kenntnis der Spanischen Sierra Nevada, in: Abhandlungen der Geographie, Wien 1899

## Würdigung
Zu Ehren von Johannes Justus Rein wurde 1980 im Kuwajima-Bezirk (damals im Shiramine-Dorf, je) ein Gedenkstein mit der Inschrift und dem Bild Reins errichtet. Ein Jahr später, am 18. Juli, erfuhr das Monument die offizielle Einweihung. Darüber berichteten die Frankfurter Rundschau am 20. Juli 1981 und Main-Spitze am 22. Juli 1981. Aus dem Anlass wurde die Rein-Gesellschaft am 12. Juli 1883 im Shiramine-Dorf gegründet. Seitdem gibt diese Gesellschaft jährlich eine Zeitschrift heraus.